# Pokgun Yeonsan
Pokgun Yeonsan è un film del 1962 diretto e prodotto da Shin Sang-Ok. È il sequel di Yeonsangun del 1961.

## Trama[1]
Yeonsan è ancora provato a causa della morte della madre, evento per cui riserva rabbia e risentimento. Per questo, egli diventa paranoico ed ordina la decapitazione di tutti i funzionari che hanno consigliato al padre, il re Seongjong, di deporre e giustiziare la madre. Farà uccidere anche coloro di cui solo sospetta l'infedeltà, divenendo a tutti gli effetti un tiranno. Nel decimo anno del suo regno, anch'egli verrà deposto e verrà allontanato. Morirà di lì a poco, nella più completa solitudine.

## Incassi
Al box office incassò 2.411 dollari. E' inedito in Italia.